# Sulisława
Sulisława – staropolskie imię żeńskie, złożone z dwóch członów: Suli- („obiecywać” albo „lepszy, możniejszy”) i -sława. Może oznaczać „ta, która cieszy się lepszą sławą od innych”. W źródłach polskich poświadczone jako Sulisława (1228) i zdrobnienie Sulichna (1136).
Męskie odpowiedniki: Sulisław, Solisław.
Imię rzadko nadawane. W styczniu 2025 r. w rejestrze PESEL, wśród publicznie dostępnych danych dotyczących osób żyjących, wykazano 22 kobiety o imieniu Sulisława nadanym jako imię pierwsze.
Sulisława imieniny obchodzi 17 października.